# Rafael Hui
Rafael Hui Si-yan, né le 8 février 1948, est un homme politique hong-kongais.